# Томас III (князь Пьемонта)
Томас III (фр. Thomas III de Savoie, Thomas III de Piémont; ум. 16 мая 1282) — князь Пьемонта с 1259 года, сын графа Савойи Томаса II.

## Биография
Согласно Europäische Stammtafeln, родился в августе 1248 года. Однако брак его родителей Томаса II и Беатрисы Фиески был заключен уже после смерти императора Фридриха II, приблизительно в 1251 году. Таким образом, Томас III не мог родиться раньше этого срока.
После смерти отца унаследовал Пьемонт и Морьен. В 1274 году приобрёл Пиньероло, в 1280-м — Турин, Колленьо, Грульяско и Пьянеццу. 
Граф Пётр II Савойский в нескольких завещаниях назначил своих племянников Томаса III, Амадея и Людовика наследниками Савойи на случай, если у его брата Филиппа не будет детей. Однако Филипп, став в 1268 году графом, назначил наследником другого племянника — графа Фландрии Амадея, нарушив тем самым традицию передачи графства только по мужской линии.

## Семья
Томас III в мае 1274 года женился на Гионне де Шалон (ум. 1316), дочери пфальцграфа Бургундии Гуго III де Шалона и его жены Аделаиды фон Андекс. Дети:
- Филипп I (1278—1334), князь Пьемонта и Ахайи
- Пьер (ум. 1332), с 1307 архиепископ Лиона
- Томас, канонник в Амьене
- Амадей, архидиакон в Реймсе
- Гильом (ум. 1326), аббат монастыря Сакра ди Сан Микеле.